# Who? (Lied)
Who? (auch Who (Stole My Heart Away)?) ist ein Lied, das Jerome Kern (Musik), Otto Harbach und Oscar Hammerstein II (Text) verfassten und 1925 veröffentlichten.

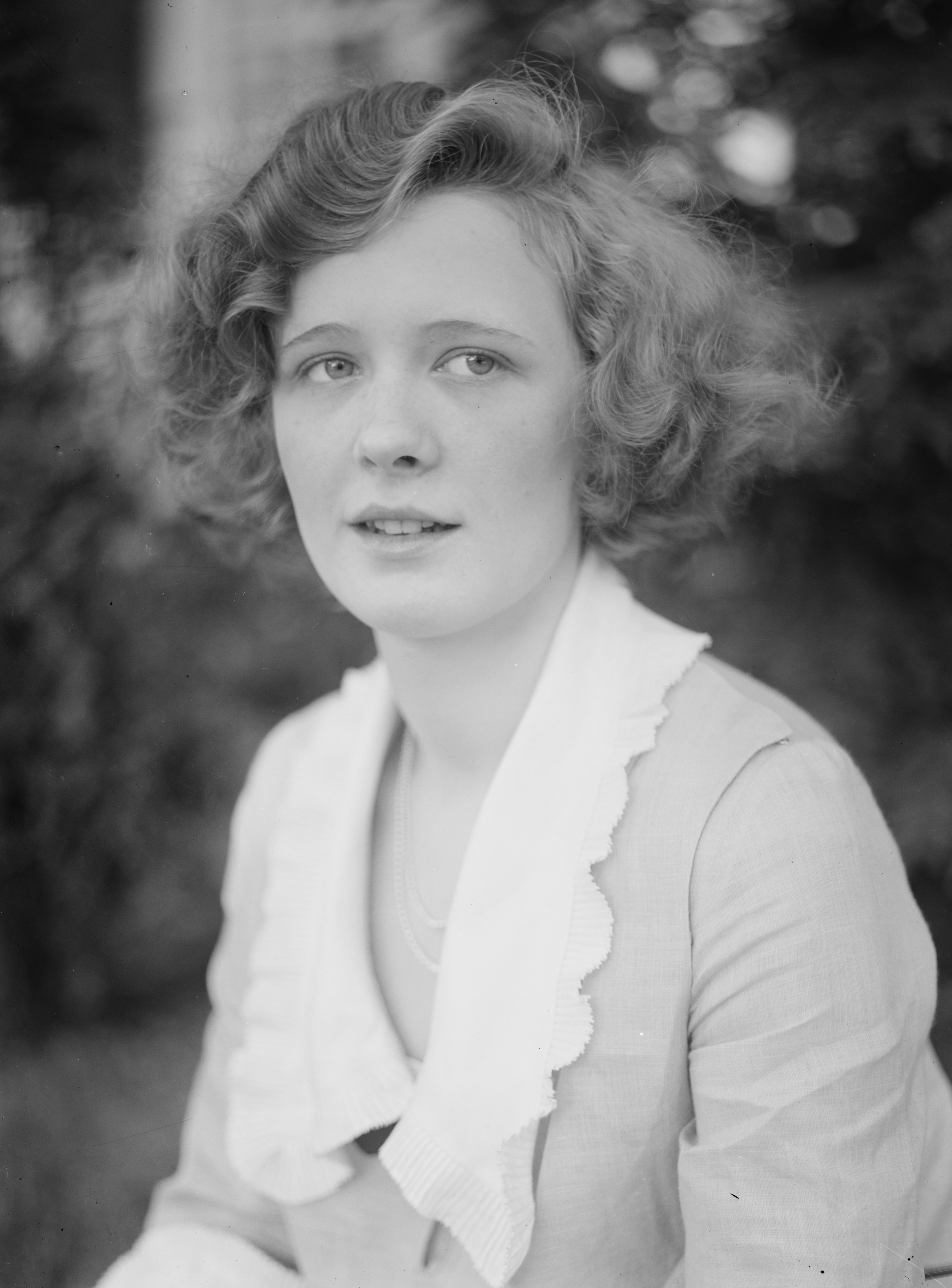
Marilyn Miller (1898–1936)

## Entstehungsgeschichte
Kern, Harbach und Hammerstein schrieben den Song für das Musical Sunny, mit Marilyn Miller, Jack Donahue, Clifton Webb, Cliff Edwards, begleitet von George Olsen and His Orchestra. Der Song Who? war der größte Hit des Musicals. Das in D-Dur bzw. F-Dur als Duett geschriebene, operettenhafte Lied hat die Form ABCD und wirkt sehr durchkomponiert. Der Refrain in D-Dur beginnt mit einer neun Schläge gehaltenen Note und wird fünf Mal wiederholt.

## Erste Aufnahmen
Den größten Erfolg hatte George Olsen mit seiner Aufnahme für Victor Records; die 78er mit dem Gesangstrio Fran Frey, Bob Rice und Jack Fulton verkaufte sich in den Vereinigten Staaten über eine Million Mal. Zu den ersten Musikern, die den Song ab 1925 aufnahmen, gehörten Lou Gold & His Orchestra, Fletcher Henderson, Ben Selvin, Vincent Lopez, in Berlin Bernard Etté und Marek Weber mit seinem Künstler-Ensemble vom Hotel Adlon.

## Spätere Coverversionen
Der Diskograf Tom Lord listet im Bereich des Jazz insgesamt 127 (Stand 2015) Coverversionen, u. a. von Sidney Bechet, Benny Goodman (Orchester und Trio), Tommy Dorsey, Gene Krupa and His Orchestra, Josephine Baker, Red Nichols, Kurt Hohenberger, Judy Garland, Pearl Bailey, Dinah Shore, Jean Goldkette, Raymond Scott, André Previn, Erroll Garner, Paul Weston, Guy Lombardo, Sammy Kaye und Hal Mooney. Der Song fand auch in mehreren Filmen Verwendung, zunächst, gesungen von Marilyn Miller und Lawrence Gray, in der Filmversion des Musicals Sunny (1930); Judy Garland und Lucille Bremer sangen das Lied in der Metro-Goldwyn-Mayer Filmbiografie Till the Clouds Roll By (1946) über das Leben von Jerome Kern.